# The Great Rock ’n’ Roll Swindle
A The Great Rock 'n' Roll Swindle 1980-ban bemutatott brit mockumentary film Julien Temple rendezőtől. A film producerei Don Boyd és Jeremy Thomas voltak. A film a Sex Pistols brit punk-együttes történetét mutatja be.

## Cselekmény
Steve Jones gitáros egy nyomozót alakít, aki felfedi az igazságot az együttesről. Paul Cook dobos és Sid Vicious basszusgitáros csak kisebb szerepeket játszik, az együttes menedzsere, Malcolm McLaren pedig "A Sikkasztót" alakítja, aki manipulálja a Sex Pistols-t. A szökésben levő vonatrabló, Ronnie Biggs, Edward Tudor-Pole előadó és Irene Handl színésznő is feltűnik a filmben.
A film bemutatja az együttes megalakulásának, felemelkedésének és szétválásának stilizált történetét, az akkori menedzserük, Malcolm McLaren szemszögéből. A filmben McLaren azt állítja, hogy ő hozta létre a Sex Pistols-t, és ő volt az, aki a zeneipar csúcsára juttatta az együttest. A film a menedzser szerepét úgy állítja be, mint aki bábként használta az együttest pénzszerzésre.

## Háttér
A felvételek 1978 első felében készültek, Johnny Rotten énekes kilépése, valamint az együttes tényleges feloszlása között. A film végül két évvel később jelent meg. Lydon és Glen Matlock korábbi basszusgitáros csak az archív felvételeken látható – Lydon később elhatárolódott a produkciótól, mondván, neki semmi köze hozzá.
A 2000-ben megjelent The Filth and the Fury, szintén Julien Temple rendezésében, újra elmondja a Sex Pistols történetét, ezúttal az együttes szemszögéből. Megcáfolja a McLaren állítását, miszerint ő lett volna a kreatív vezető.

## VHS és DVD-kiadás
A Virgin Video VHS-kiadása a The Swindle Continues in Your Own Home jelmondattal jelent meg 1982-ben. 2005-ben a Sony/Shout Factory kiadta a filmet DVD-n, egy Julien Temple rendezővel készített húszperces interjúval. A VHS-kiadáson 104 perces időtartam szerepel. Ez nem helytálló, mind a VHS, mind pedig a DVD-változat 100 perc 4 másodperc hosszú. A két verzió közötti egyetlen különbség az, hogy az I Thought I Saw A Puddy Tat dalt kivágták a DVD-ről, és néhány hangeffektussal helyettesítették.